# Hans Matthison-Hansen

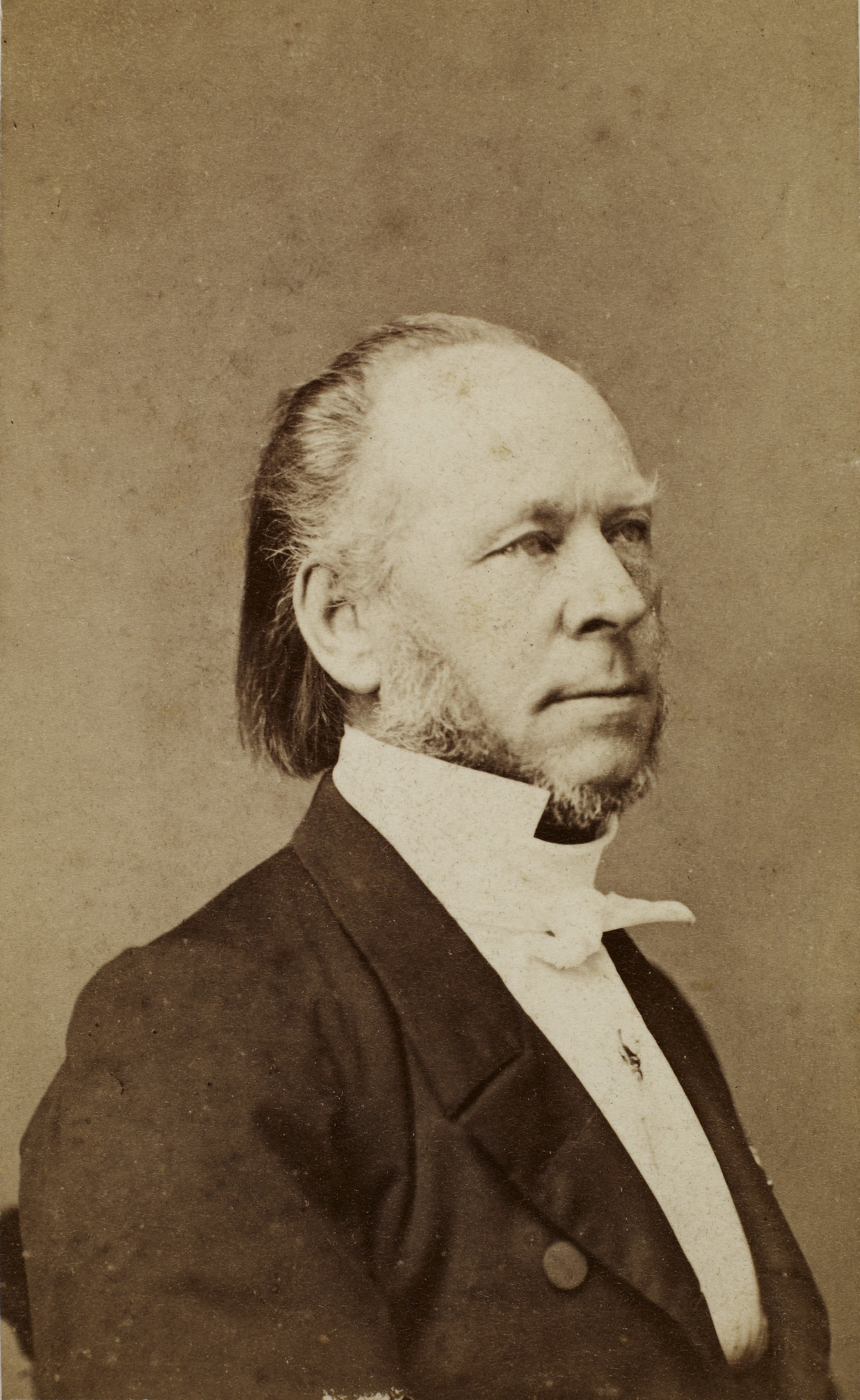
Hans Matthison-Hansen.

Hans Matthison-Hansen (geboren als Hans Matthias Hansen; * 6. Februar 1807 in Flensburg; † 7. Januar 1890 in Roskilde) war ein dänischer Organist und Komponist. Er war der Vater von Gottfred Matthison-Hansen.

## Leben
Matthison-Hansen war der Sohn eines Seefahrers. 1823 kam er in die Obhut von Christofer Wilhelm Eckersberg, einem Professor an der Kunstakademie in Kopenhagen. Hier wurde jedoch seine Musik-Begabung entdeckt und er studierte daraufhin in Kopenhagen Musik. Von 1832 bis zu seinem Tode wirkte er als Organist am Dom zu Roskilde. Neben Präludien und Postludien, Sonaten, Choralbearbeitungen und Fantasien für die Orgel komponierte er ein Oratorium (Johannes), Psalmen mit Orchesterbegleitung und Kirchenkantaten. 1839 war er an den Beisetzungsfeierlichkeiten des dänischen Königs Friedrich VI. in Roskilde beteiligt.